# FK Sloga Trn

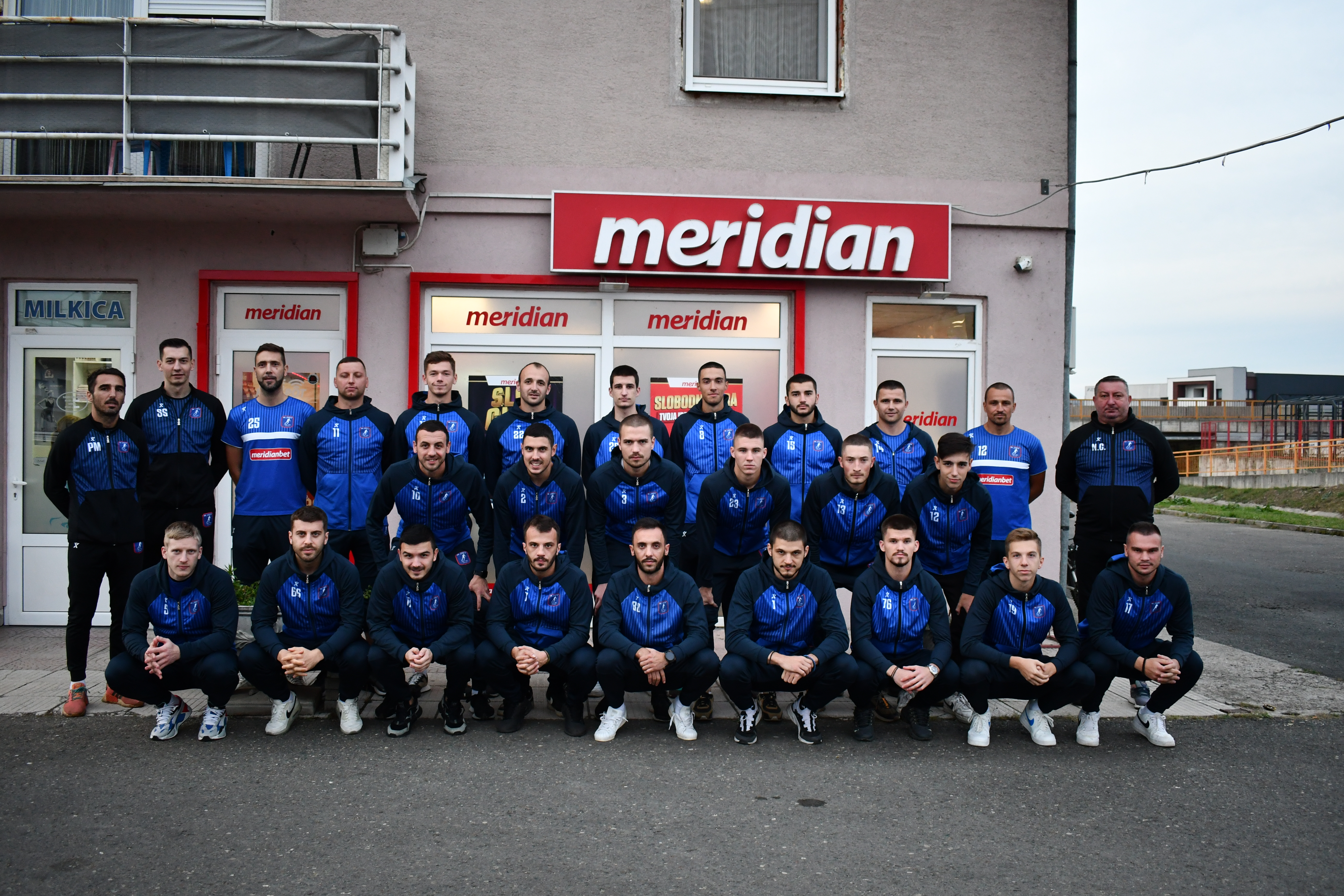
Lema del equipo temporada 2023/24

FK Sloga Trn es un club de fútbol de Trn, Laktasi, República Srpska, Bosnia y Herzegovina . FK Sloga compite en la Segunda Liga de la República Srpska - Oeste. Después de coronarse campeón en la Segunda Liga de la República Srpska, el FK Sloga logró el ascenso al grupo "Oeste" en la temporada 2008/09, marcando un hito en su historia. Posteriormente, dio un paso más al entrar en la Primera Liga de la República Srpska, consolidándose como un equipo competitivo en el fútbol regional. Los jugadores del FK Sloga visten con orgullo sus colores tradicionales, azul y blanco, simbolizando la pasión y el espíritu del club.

## Historia
El club fue fundado en 1938 en el Reino de Yugoslavia. Desde sus inicios, ha pasado por diversas etapas de desarrollo y transformación, adaptándose a los cambios históricos y deportivos en la región. A lo largo de las décadas, ha construido una rica tradición futbolística y una base sólida de aficionados apasionados.